# Łaś (osada leśna w województwie mazowieckim)
Łaś – osada leśna w Polsce położona w województwie mazowieckim, w powiecie makowskim, w gminie Rzewnie.
W latach 1975–1998 miejscowość administracyjnie należała do województwa ostrołęckiego.